# Hermann Becker-Freyseng
Hermann Becker-Freyseng (18. července 1910, Ludwigshafen – 27. srpna 1961, Heidelberg) byl německý lékař a poradce pro leteckou medicínu u Luftwaffe v době nacismu, specializující se v oboru letecká medicína. Byl jedním z odsouzených v tzv. Lékařském procesu.

## Životopis

### Raný život
Becker-Freyseng vystudoval lékařství na Berlínské univerzitě v roce 1935, ale jeho první významná vědecká činnost přišla až o tři roky později, kdy spolupracoval s Hansem-Georgem Clammanem na pokusech s účinky čistého kyslíku.

### Spolupráce s nacisty
Becker-Freyseng byl zpočátku rekrutován Hubertusem Strugholdem, aby se podílel na nacistickém programu pokusů na lidech, na který dohlížel. Becker-Freysengovou zvláštní oblastí experimentů byl výzkum v nízkotlakých komorách, na němž pracoval spolu s Ulrichem Luftem, Otto Gauerem a Erichem Opitzem. v roce 1936 bylo založeno Oddělení pro leteckou medicínu, k němuž byl Becker-Freyseng zpočátku jen přidělen, než byl povýšen na koordinátora. Na rozdíl od některých svých kolegů byl členem NSDAP.
Různé experimenty, které během své práce prováděl buď sám, nebo byly prováděny pod jeho dohledem, měly za následek řadu úmrtí. Výškové experimenty, které Becker-Freyseng, Siegfried Ruff a Hans-Wolfgang Romberg prováděli na vězních koncentračního tábora Dachau, si vyžádaly řadu obětí na životech. Jedním z nejznámějších byl ten, který podrobně popsal v práci publikované jím a Konradem Schäferem s názvem „Žízeň a hašení žízně v mimořádných situacích na moři“. Pro tyto pokusy si akademici osobně vyžádali od Heinricha Himmlera 40 zdravých vězňů tábora, které pak nutili pít slanou vodu nebo jim ji v některých případech vstřikovali do žil. Polovina subjektů pak dostala drogu zvanou berkatit, zatímco všichni byli podrobeni invazivní biopsii jater bez anestezie. Všechny subjekty zemřely, včetně těch, kterým byl podán berkatit, který se ukázal jako toxický.

### Po válce
V lékařském procesu (jednom z následných norimberských procesů) byl shledán vinným z obvinění č. 2 a 3 (válečné zločiny a zločiny proti lidskosti). Byl odsouzen k dvaceti letům odnětí svobody. V roce 1946 se však Becker-Freysengovo jméno objevilo na seznamu dvaceti osob, který sestavil Harry George Armstrong a které měly být přivezeny do Spojených států, aby pomáhaly při rozvoji americké kosmické medicíny. Spolu s Kurtem Blomem, Siegfriedem Ruffem a Konradem Schäferem byl odvezen do USA a pověřen prací na projektech souvisejících s vesmírnými závody. Byl pověřen shromážděním a publikováním výzkumu, který on a jeho kolegové provedli, a výsledkem byla kniha German Aviation Medicine: Druhá světová válka, která vyšla těsně po nástupu Beckera-Freysenga do vězení.
V roce 1960 byla Becker-Freysengovi diagnostikována roztroušená skleróza, na kterou v následujícím roce zemřel.